# Sandro Mazzola
Alessandro «Sandro» Mazzola (Turín, 8 de noviembre de 1942) es un exfutbolista italiano que jugaba en la posición de delantero. Actualmente trabaja como analista y comentarista de fútbol de la televisión italiana RAI.
Jugó en el equipo del Internazionale el cual es recordado como La Grande Inter (El Gran Inter) durante los años 60s y es ampliamente conocido como uno de los mejores jugadores de su generación, quedando en segundo lugar en 1971 por el Ballon d'Or (Balón de Oro). Jugó toda su carrera de 17 temporadas para el Internazionale, teniendo el honor de ser hombre del club, ganando cuatro títulos de la Serie A (1963, 1965, 1966 y 1971), dos Copas de Europa (1964 y 1965) y dos Copas Intercontinentales (1964 y 1965), también ganando el premio como máximo anotador de la Serie A durante la temporada 1964-65 y ganando la Copa Italia en la temporada 1964-65, y estando fuera por una lesión del equipo en 1965. Con el equipo nacional italiano, Mazzola ganó el Campeonato de Europa en 1968 y jugó la final de la Copa del Mundo de México 1970, perdiendo la final con la Selección de Brasil, 4 goles a 1.
Es hijo de Valentino Mazzola, jugador del mítico Grande Torino que murió en el accidente de avión del de 1949, en Superga, siendo criado por el jugador del Inter Lorenzi, y hermano mayor de Ferruccio Mazzola,  futbolista y quién murió en 2013.

## Infancia
Nació en Turín, Italia, pocas semanas después de que su padre, Valentino Mazzola, se uniera al Torino proveniente del Venezia. Su hermano menor, Ferruccio Mazzola, (nombrado en honor al presidente del Torino) nació dos años después. Sus padres se divorciaron en 1946, pero su padre ganó la custodia de Sandro. Tenía seis años cuando su padre murió en el desastre aéreo de Superga.

## Carrera en el Club
Sandro Mazzola y su hermano Ferrucio firmaron para el Internazionale. Jugó toda su carrera para el Inter, anotando en la Serie A 116 goles. Debutó en la Serie A contra Juventus el 10 de junio de 1961, perdiendo su equipo 9-1. Al año de su debut, Helenio Herrera llegó procedente del FC Barcelona como entrenador del Inter. Trajo a Luis Suárez Miramontes del FC Barcelona como su mediocampista general y principal realizador de jugadas, a Tarcisio Burgnich y Giacinto Facchetti como sus defensores, al brasileño Jair como extremo, Mario Corso como medio izquierdo, Armando Picchi como barredor y Mazzola quién eventualmente jugaba en la posición de extremo derecho ofensivo. Juntos transformaron al club a ser el mejor equipo de Italia, de Europa y del mundo.

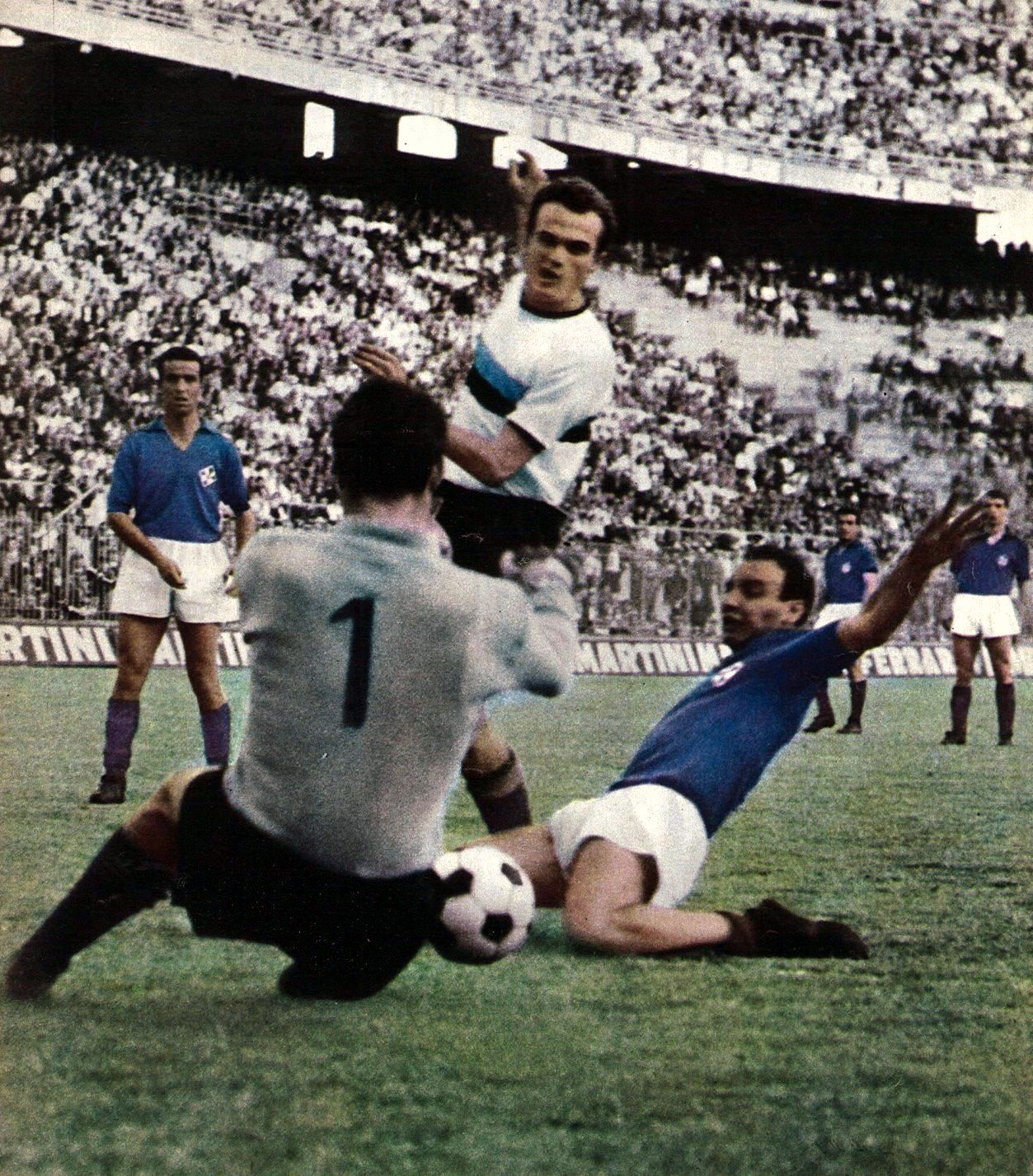
Mazzola con el Inter en los años 1960

Fueron conocidos por su táctica defensiva recordada como "catenaccio", Mazzola ganó cuatro títulos de la Serie A con el Inter, incluyendo dos títulos consecutivos en 1965 y 1966. En 1964, Mazzola anotó en dos ocasiones contra el Real Madrid en el final de la Copa Europea para emular la hazaña del Milan de la temporada previa, finalizando el torneo como mejor anotador con siete goles. Defendieron su título en la siguiente temporada al enfrentarse al Benfica en la Final. En la temporada 1966-67, tuvieron su tercera Final, la cual perdieron ante Celtic, en donde Mazzola anotó un gol. También ganó dos veces consecutivas la Copa Intercontinental con el Inter en 1964 y 1965, así como la Copa de Italia en 1964-65. Un tercer lugar en la Copa de Italia en 1968 y otra final de la Copa Europea en 1972. En 1971, siguiendo a la final de la Serie A en donde se obtuvo el título, por su desempeño en Europa, fue segundo lugar en el Ballon d'Or, detrás de Johan Cruyff. Esto fue el final para ganar el premio y la primera vez que quedó en la lista como finalista.
Al fin de su carrera, Mazzola había ganado cuatro títulos de la Serie A (1963, 1965, 1966 y 1971), dos Copas Europeas (1964 y 1965), dos Copas internacionales (1964 y 1965) un Campeonato Europeo (1968) y fue el mejor anotador en la Serie A en la temporada 1964-65.

## Carrera internacional

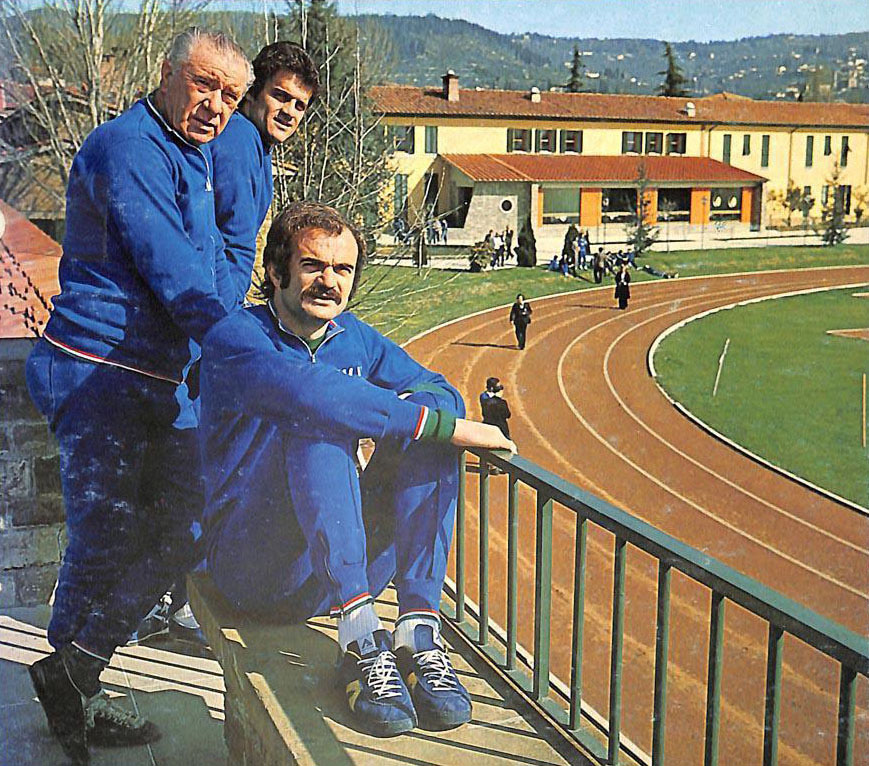
Coverciano (Florencia), 1974. Alessandro "Sandro" Mazzola (en primer plano), el comisario técnico Ferruccio Valcareggi (al fondo) y Fabio Capello (al fondo) en el interior del Centro Técnico Federal de la FIGC (Federación Italiana de Fútbol), durante un retiro de la selección italiana de fútbol.

Mazzola también jugó 70 veces para Italia entre 1963 y 1974, anotando 22 goles. Su debut con el equipo nacional fue contra Brasil el 12 de mayo de 1963, con 20 años de edad y anotó mediante el cobro de un penal.
Mazzola jugó para su país en las Copas del Mundo de 1966, 1970 y 1974. En 1966 la selección nacional fracasó al perder inesperadamente contra Corea del Norte, fracaso que Mazzola denunció fue debido a jugar drogados con ansiolíticos por alguien de la propia Federación para echar al entrenador. Su mayor desempeño fue en 1968 cuando Italia ganó el Campeonato Europeo y Mazzola fue miembro del Equipo del Torneo. Dos años después, Italia llegó a la Copa del Mundo de México en 1970 como uno de los equipos favoritos. El entrenador de Italia Ferruccio Valcareggi creía que Sandro Mazzola no podría jugar junto y al mismo tiempo con la otra estrella italiana Gianni Rivera, quién jugaba para el club rival de Mazzola, el Milan. Pero en la segunda ronda, él encontró la solución a la que llamó "staffetta", en el orden para que jugaran ambos. Mazzola iniciaba el primer tiempo mientras Rivera entraba en el medio tiempo. Con esta estrategia, Italia llegó hasta la final contra el Brasil de Pelé por primera vez en 32 años. El encuentro fue un brillante duelo entre ofensiva y defensiva, pero en el juego de ese día, Valcareggi abandonó su política de staffetta y solo utilizó a Mazzola el cual jugó todo el partido. Gianni Rivera finalmente entró a 8 minutos para terminar el partido. Dos de los jugadores estrellas italianos de gran técnica finalmente jugaron juntos cuando muchos creían que ellos solo podrían jugar juntos. Pero esto fue demasiado tarde. Brasil ganó 4-1. Cuatro años después. Ferruccio Valcareggi finalmente utilizó a los dos juntos en la Copa Mundial de 1974 en Alemania pero Italia fue eliminada en la primera ronda.

## Retiro
Se retiró a los 36 años de edad. Después de su retiro, Mazzola tuvo un cargo ejecutivo en el Inter, entre 1977 y 1984 con el Génova. De 1991 a 1995 regresó a trabajar al Inter como director deportivo, siendo reemplazado por otro exjugador del equipo Gabriele Oriali. Del 2000 al 2003 trabajó como director deportivo del Torino.

### Clubes
| Club                 | País   | Temporadas | Partidos | Goles | Prom. |
| -------------------- | ------ | ---------- | -------- | ----- | ----- |
| F. C. Internazionale | Italia | 1960-1977  | 417      | 116   | 0,28  |
| Selección de Italia  | Italia | 1963-1974  | 70       | 22    | 0,31  |
| Total carrera        |        | 1960-1977  | 487      | 138   | 0,28  |

## Palmarés

### Campeonatos nacionales
| Título  | Club                 | País   | Año  |
| ------- | -------------------- | ------ | ---- |
| Serie A | F. C. Internazionale | Italia | 1963 |
| Serie A | F. C. Internazionale | Italia | 1965 |
| Serie A | F. C. Internazionale | Italia | 1966 |
| Serie A | F. C. Internazionale | Italia | 1971 |

### Campeonatos internacionales
| Título                | Club                 | Sede       | Año  |
| --------------------- | -------------------- | ---------- | ---- |
| Copa de Europa        | F. C. Internazionale | Viena      | 1964 |
| Copa Intercontinental | F. C. Internazionale | Madrid     | 1964 |
| Copa de Europa        | F. C. Internazionale | Milán      | 1965 |
| Copa Intercontinental | F. C. Internazionale | Avellaneda | 1965 |
| Eurocopa              | Selección de Italia  | Roma       | 1968 |

### Distinciones individuales
| Distinción                               | Año  |
| ---------------------------------------- | ---- |
| Máximo goleador de la Serie A (17 goles) | 1965 |

| Distinción                                        | Año  |
| ------------------------------------------------- | ---- |
| Máximo goleador de la Liga de Campeones (7 goles) | 1964 |